# Zhang Zhongqi

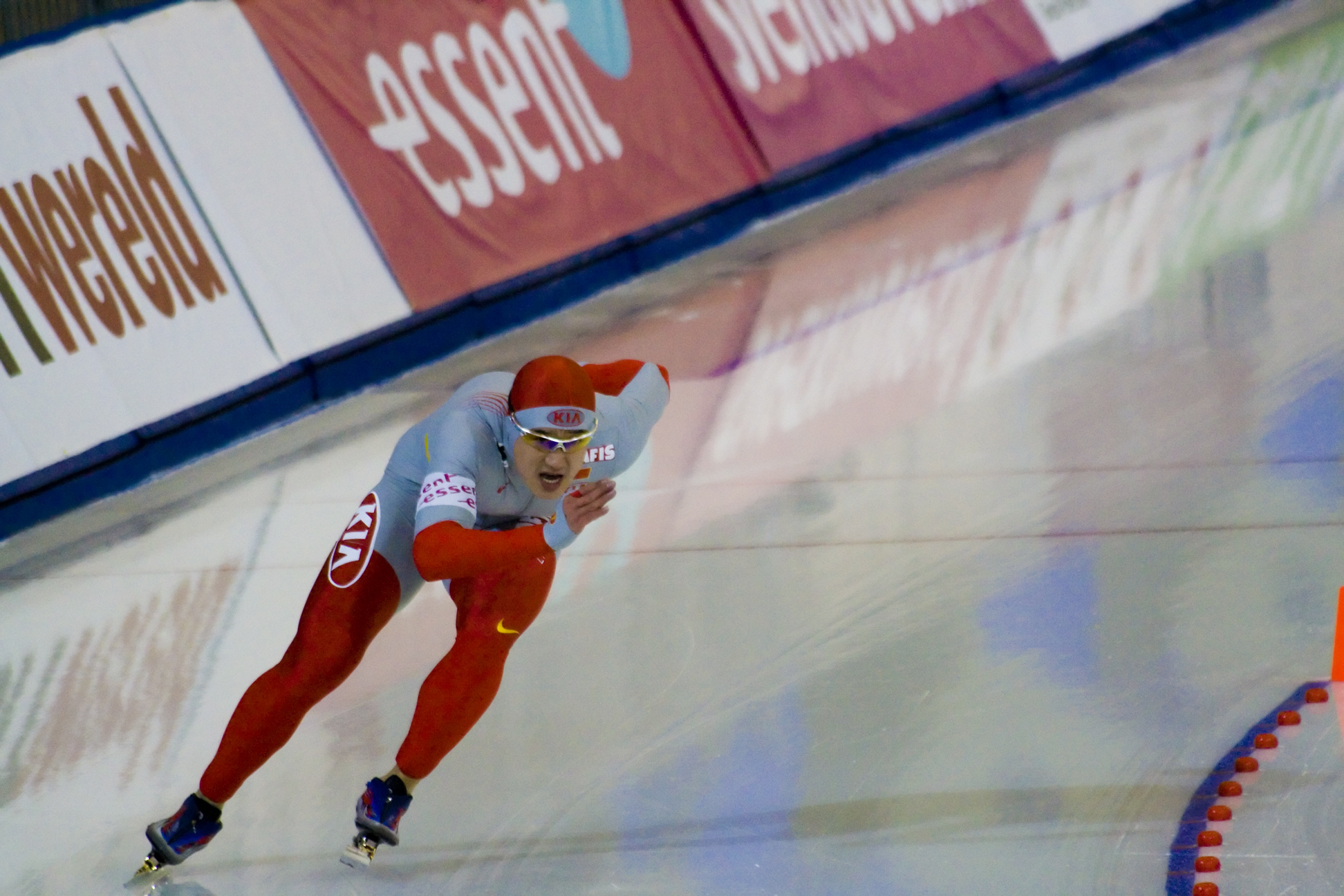
Zhang Zhongqi tijdens de WK afstanden 2009

Dit is een Chinese naam; de familienaam is Zhang.
Zhang Zhongqi, ( 张忠奇, Zháng Zhōngqí ), (2 november 1982) is een Chinese langebaanschaatser. Zijn specialiteit ligt op de sprintafstanden.
Tijdens de winterspelen in Turijn werd hij 35e op de 1000 meter. Vier jaar later op de winterspelen in Vancouver werd hij tiende op de 500m.

## Persoonlijke records
| Afstand    | Tijd    | Datum             | Baan           |
| ---------- | ------- | ----------------- | -------------- |
| 500 meter  | 34,78   | 5 december 2009   | Calgary        |
| 1000 meter | 1.10,95 | 19 november 2005  | Salt Lake City |
| 1500 meter | 1.55,46 | 27 september 2008 | Calgary        |
| 3000 meter | 4.40,02 | 24 februari 1998  | Harbin         |
| 5000 meter | 7.56,57 | 26 februari 1998  | Harbin         |

## Resultaten
| Jaar | WK Sprint | WK Afstanden | Olympische Spelen |
| ---- | --------- | ------------ | ----------------- |
| 2003 | 24e       |              |                   |
| 2004 | 23e       |              |                   |
| 2006 |           |              | 35e 1000m         |
| 2009 |           | 9e 500m      |                   |
| 2010 | 15e       |              | 10e 500m          |